# Hynčice (Vražné)
Hynčice (pronuncia ceca: [ɦɪntʃɪtsɛ], tedesco: Heinzendorf bei Odrau) è un piccolo borgo, parte del comune di Vražné, situato a circa 13 km a ovest di Nový Jičín in Repubblica Ceca nella Regione di Moravia-Slesia. Secondo il censimento del 2001 aveva 58 case e una popolazione di 232 abitanti.
Il paese è conosciuto soprattutto per aver dato i natali a Gregor Mendel pur essendo chiamato all'epoca Heinzendorf bei Odrau.